# FC Stavo Artikel Brno 2001/2002
Tento článek se podrobně zabývá soupiskou a statistikami týmu FC Stavo Artikel Brno v sezoně 2001/2002.

## Důležité momenty sezony
- 8. místo v konečné ligové tabulce
- Osmifinále národního poháru

## Statistiky hráčů
- zahrnující ligu, evropské poháry a závěrečné boje národního poháru (osmifinále a výše)

| Pozice | Jméno            | Zápasy | Národnost |           |
| B      | Luboš Přibyl     | 22     | Česko     |           |
| B      | Radim Vlasák     | 9      | Česko     |           |
| Pozice | Jméno            | Zápasy | Góly      | Národnost |
| O      | Petr Baštař      | 16     | 0         | Česko     |
| Z      | Michal Belej     | 2      | 0         | Česko     |
| U      | Marcel Cupák     | 18     | 1         | Česko     |
| U      | Libor Došek      | 25     | 6         | Česko     |
| Z      | Roman Drga       | 14     | 0         | Česko     |
| O      | Lukáš Jiříkovský | 14     | 1         | Česko     |
| O      | Miroslav Kadlec  | 24     | 2         | Česko     |
| O      | Martin Kotůlek   | 22     | 3         | Česko     |
| Z      | Miloš Krško      | 10     | 0         | Slovensko |
| O      | Patrik Křap      | 3      | 0         | Česko     |
| O      | Petr Křivánek    | 30     | 0         | Česko     |
| Z      | Milan Macík      | 6      | 0         | Česko     |
| U      | Petr Musil       | 28     | 0         | Česko     |
| Z      | Tomáš Návrat     | 9      | 0         | Česko     |
| U      | Milan Pacanda    | 30     | 13        | Česko     |
| Z      | Jaromír Paciorek | 5      | 0         | Česko     |
| Z      | Jan Palinek      | 4      | 0         | Česko     |
| Z      | Jan Polák        | 16     | 0         | Česko     |
| O      | Aleš Schuster    | 8      | 0         | Česko     |
| U      | Pavel Šustr      | 21     | 3         | Česko     |
| Z      | Zdeněk Valnoha   | 30     | 3         | Česko     |
| O      | Martin Zbončák   | 15     | 0         | Česko     |
| O      | Marek Zúbek      | 28     | 0         | Česko     |
| Z      | Martin Živný     | 25     | 1         | Česko     |

- hráči A-týmu bez jediného startu: Peter Brezovan, Zdeněk Houšť, Karel Kroupa, Pavel Mezlík, Zdeněk Partyš, Pavel Vojtíšek
- trenéři: Karel Večeřa
- asistenti: Bohumil Smrček, Rostislav Horáček, Petr Maléř

## Zápasy

### 1. Liga
- 1. a 16. kolo - FC Stavo Artikel Brno - FC Marila Příbram 2:1, 2:1
- 2. a 17. kolo - SK Sigma Olomouc - FC Stavo Artikel Brno 0:0, 1:2
- 3. a 18. kolo - FC Stavo Artikel Brno - FK Viktoria Žižkov 1:3, 1:2
- 4. a 19. kolo - FK Drnovice - FC Stavo Artikel Brno 1:0, 1:2
- 5. a 20. kolo - FC Stavo Artikel Brno - FK Jablonec 97 2:0, 2:0
- 6. a 21. kolo - SK Slavia Praha - FC Stavo Artikel Brno 1:1, 0:0
- 7. a 22. kolo - FC Stavo Artikel Brno - FC Baník Ostrava 1:1, 1:1
- 8. a 23. kolo - FK Teplice - FC Stavo Artikel Brno 2:2, 1:2
- 9. a 24. kolo - FC Stavo Artikel Brno - SK Hradec Králové 2:1, 0:0
- 10. a 25. kolo - FC Stavo Artikel Brno - CU Bohemians Praha 0:3, 0:1
- 11. a 26. kolo - 1. FC Synot Staré Město - FC Stavo Artikel Brno 1:2, 0:0
- 12. a 27. kolo - FC Stavo Artikel Brno - FK Chmel Blšany 2:1, 2:2
- 13. a 28. kolo - AC Sparta Praha - FC Stavo Artikel Brno 6:0, 1:0
- 14. a 29. kolo - FC Stavo Artikel Brno - FC Slovan Liberec 0:3, 3:3
- 15. a 30. kolo - SFC Opava - FC Stavo Artikel Brno 2:1, 2:1

### Národní pohár
- 2. kolo - SK Mutěnice - FC Stavo Artikel Brno 0:3
- 3. kolo - FC TVD Slavičín - FC Stavo Artikel Brno 0:3
- Osmifinále - FC Marila Příbram - FC Stavo Artikel Brno 2:0

## Klubová nej sezony
- Nejlepší střelec - Milan Pacanda, 13 branek
- Nejvíce startů - Zdeněk Valnoha, Milan Pacanda, Petr Křivánek 30 zápasů
- Nejvyšší výhra - 3:0 nad SK Mutěnice
- Nejvyšší prohra - 0:6 se Spartou Praha
- Nejvyšší domácí návštěva - 16 300 na utkání s Viktorií Žižkov
- Nejnižší domácí návštěva - 1 957 na utkání s SFC Opava